# Clavipalpus ornatissimus
Clavipalpus ornatissimus is een keversoort uit de familie bladsprietkevers (Scarabaeidae). De wetenschappelijke naam van de soort is voor het eerst geldig gepubliceerd in 1955 door Martinez & D'Andretta als Paulosawaya ornatissima.